# Холин-О-ацетилтрансфераза
Холин-О-ацетилтрансфераза, также холин-ацетилтрансфераза, холинацетил-СоА-трансфераза (англ. Choline acetyltransferase, сокр. СhAT, ХАТ, но иногда и CAT)  — фермент (КФ 2.3.1.6), из семейства ацилтрансфераз (класс трансферазы), катализирующий реакцию переноса ацетильной группы (CH3-CO) от молекулы ацетил-CoA на молекулу субстрата — холина, с образованием ацетилхолина (АЦХ) и кофермента А, по уравнению:
ацетил-СоА + холин {\displaystyle \rightleftharpoons } ацетилхолин + CoA-SH.
Фермент катализирует очень важную реакцию, образовавшийся ацетилхолин выполняет роль нейромедиатора. Как и большинство белков нервных окончаний, СhAT синтезируется в теле нейрона (соме) и затем транспортируется в нервные терминали (окончания), где он имеет самую высокую концентрацию. Наличие данного фермента в нервных клетках, классифицирует такую клетку, как "холинергический" нейрон. В организме человека фермент холин-ацетилтрансфераза кодируется геном СHAT, локализованный в 10-й хромосоме. Белок состоит из последовательности 748 аминокислотных остатков и имеет молекулярную массу 82536 Да.
Исследования последних двух десятилетий свидетельствуют о существовании одного гена ChAT, в котором закодировано несколько форм и изоформ фермента.

## Структура
3D структура ChAT была получена с помощью рентгеновской кристаллографии PDB:2FY2. Холин связывается в активном центре фермента нековалетно, между положительно заряженной аминогруппой холина и гидроксильной группой остатка тирозина — Tyr552, помимо этого происходит образование водородных связей между гидроксильной группы холина и остатка гистидина — His324.
Холин как субстрат размещается в кармане внутренней части ChAT, в то время как ацетил-CoA размещён в кармане на поверхности белка. Трёхмерная кристаллическая структура фермента показывает, что ацетильная группа молекулы ацетил-CoA примыкает к холинсвязывающему карману — минимизируя расстояние между ацетильной группой донора и акцептора.
- Структура связывающего участка холин-ацетилтрансферазы
- Кристаллическая структура иона холина, который связывается в холин-ацетилтрансферазе. Показаны боковые цепи остатков аминокислот His324A и Tyr552A.
- Стереоскопическое изображение холина и ацетил-CoA в активном центре ChAT.
- Стереоскопическое изображение связывания молекулы холина и ацетил-CoA в активном центре ChAT — вид с альтернативного угла.

### Гомология
ChAT очень консервативна среди генома животных. В частности у млекопитающих имеется очень высокое сходство последовательностей. Человек и кошка, например, имеют 89 % идентичность последовательности ChAT. Идентичность последовательности с дрозофилой составляет около 30 %.

## Формы фермента
Существуют две формы фермента: растворимая и мембранно-связанная. Растворимая форма составляет 80-90 % от общей активности фермента, в то время как связанная с мембраной форма отвечает за остальные 10-20 % активности. Тем не менее, уже давно существуют дебаты о том, как последняя форма ChAT связана с мембраной. В мембранно-связанной форме ChAT ассоциирован с синаптическими везикулами.

### Общие и периферические изоформы ChAT
Существуют две изоформы ChAT, обе закодированные в одной и той же последовательности. Общая изоформа ChAT (cChAT) присутствуют  как в ЦНС, так и в ПНС. Периферическая изоформа ChAT (pChAT) преимущественно локализуется в  ПНС организма человека, и возникает из-за пропуска экзона (экзоны 6-9) гена СHAT во время пост-транскрипционной модификации. Таким образом, аминокислотные последовательности очень похожи, однако, в pChAT отсутствуют части последовательности, присутствующие в cChAT.

## Функции
Холинергические системы мозга представляют неизменный интерес нейробиологов в связи с их важной ролью в когнитивных функциях, функциях внимания и моторики. Дисфункция и дегенерация холинергических проекционных нейронов из подкорковых ядер переднего мозга, иннервирующих неокортекс и гиппокамп, лежит в основе патогенеза таких заболеваний, как болезнь Альцгеймера и
деменция с тельцами Леви, а также и других нервно-психических заболеваний, течение которых часто осложняется нарушениями в когнитивной сфере, таких как шизофрения, болезнь Паркинсона, сосудистая деменция при хронической ишемии головного мозга .
Низкая экспрессия ChAT в холинергических нейронах моторных ядер спинного мозга является специфическим ранним признаком амиотрофического бокового склероза, множественные аномалии холинергической функции в моторных ядрах спинного мозга составляют этиологию врождённого миастенического синдрома, дисфункция холинергических интернейронов неостриатума несёт частичную ответственность за непроизвольные движения при болезни Харрингтона.
В нервных окончаниях активность ChAT тесно связана с нейромедиаторной холинергической функцией. Долгое время, на основании кинетических расчётов, ChAT не относили к скорость-лимитирующим ферментам. По своим кинетическим характеристикам ХАТ не насыщается субстратами, холином и ацетил-CoA, в их физиологических концентрациях и поэтому считалось, что скорость синтеза зависела только от колебаний концентраций самих субстратов. Однако в последние десятилетия было выявлено множество других внутриклеточных факторов регуляции активности фермента, и эти данные свидетельствовали о важной регулирующей роли  ChAT в синтезе ацетилхолина. Предполагается, что причиной ряда заболеваний являются спонтанные точечные мутации в молекуле ХАТ или её регуляторных белков, приводящие к дизрегуляции фермента или изменению способности к коммуникации с регуляторными факторами. Эти факты побуждают к интенсивному исследованию нейрональных, генетических и постгеномных, регуляторных механизмов метаболизма и секреторной активности ацетилхолина.
ChAT долго была общепризнана только как цитоплазматический, водорастворимый фермент, даже после того, как в 1967 году была обнаружена на синаптических мембранах. Позже было доказано существование  ChAT как интегрального структурного белка. Многолетнее изучение in vitro свойств синаптической водорастворимой (с, синаптоплазматической) и мембраносвязанной (м) ChAT в разных функционально-метаболических условиях показало, что связь между активностью ChAT и холинергической секреторной функцией зависит от компартментализации фермента. Исследования такого рода in vivo отсутствуют.

## Мутации
Мутанты ChAT были выделены у нескольких видов, включая C. elegans, Drosophila и человека. Большинство нелетальных мутантов, имеющих фенотип не дикого типа, проявляют некоторую активность, но значительно меньшую, чем дикий тип.
У C. elegans несколько мутаций в ChAT были прослежены до гена cha-1. Все мутации приводят к значительному снижению активности ChAT. В некоторых случаях потеря активности может превышать 98 %. Фенотипические эффекты включают замедление роста, уменьшение размеров, некоординированное поведение и отсутствие чувствительности к ингибиторам холинэстеразы. Изолированные чувствительные к температуре мутанты у дрозофилы все были летальными. Перед смертью поражённые мухи демонстрируют изменения в поведении, включая неконтролируемые движения и изменение активности электроретинограммы.
Ген человека, отвечающий за кодирование ChAT, называется CHAT. Мутации в CHAT были связаны с врождённым миастеническим синдромом — заболеванием, которое приводит к общему дефициту двигательных функций и слабости. Дополнительные симптомы включают фатальное апноэ. Из десяти выделенных мутантов 1 полностью лишён активности, 8 имеют значительно сниженную активность, и 1 имеет неизвестную функцию.

## Медицинское значение

### Болезнь Альцгеймера
При болезни Альцгеймера (БА) возникают трудности с памятью и познанием (когницией). Концентрация ацетилхолина и ChAT значительно снижена в неокортексе головного мозга и гиппокампе. Хотя потеря нервных клеток и дисфункция холинергических нейронов считается одним из факторов, способствующих развитию болезни Альцгеймера, она обычно не рассматривается как основной фактор в развитии этого заболевания. Предполагается, что агрегация и депонирование белка бета-амилоида нарушает метаболизм нейронов и приводит к дальнейшему повреждению холинергических аксонов в коре и холинергических нейронов в базальных отделах переднего мозга.

### Боковой амиотрофический склероз
Боковой амиотрофический склероз (БАС) — одно из наиболее распространённых заболеваний двигательных нейронов. При БАС наблюдается значительная потеря иммунореактивности ChAT. Существует гипотеза, что холинергическая функция вовлечена в неконтролируемое повышение концентрации внутриклеточного кальция (Ca2+), причина которого до сих пор остается неясной.

### Лекарственные средства
Неостигмин метилсульфат, антихолинэстеразный препарат, был использован для воздействия на ChAT. В частности, было показано, что применение неостигмина метилсульфата оказывает положительное воздействие на врождённый миастенический синдром.
Было показано, что воздействие эстрадиола увеличивает ChAT у самок крыс.